# История США (1789—1849)

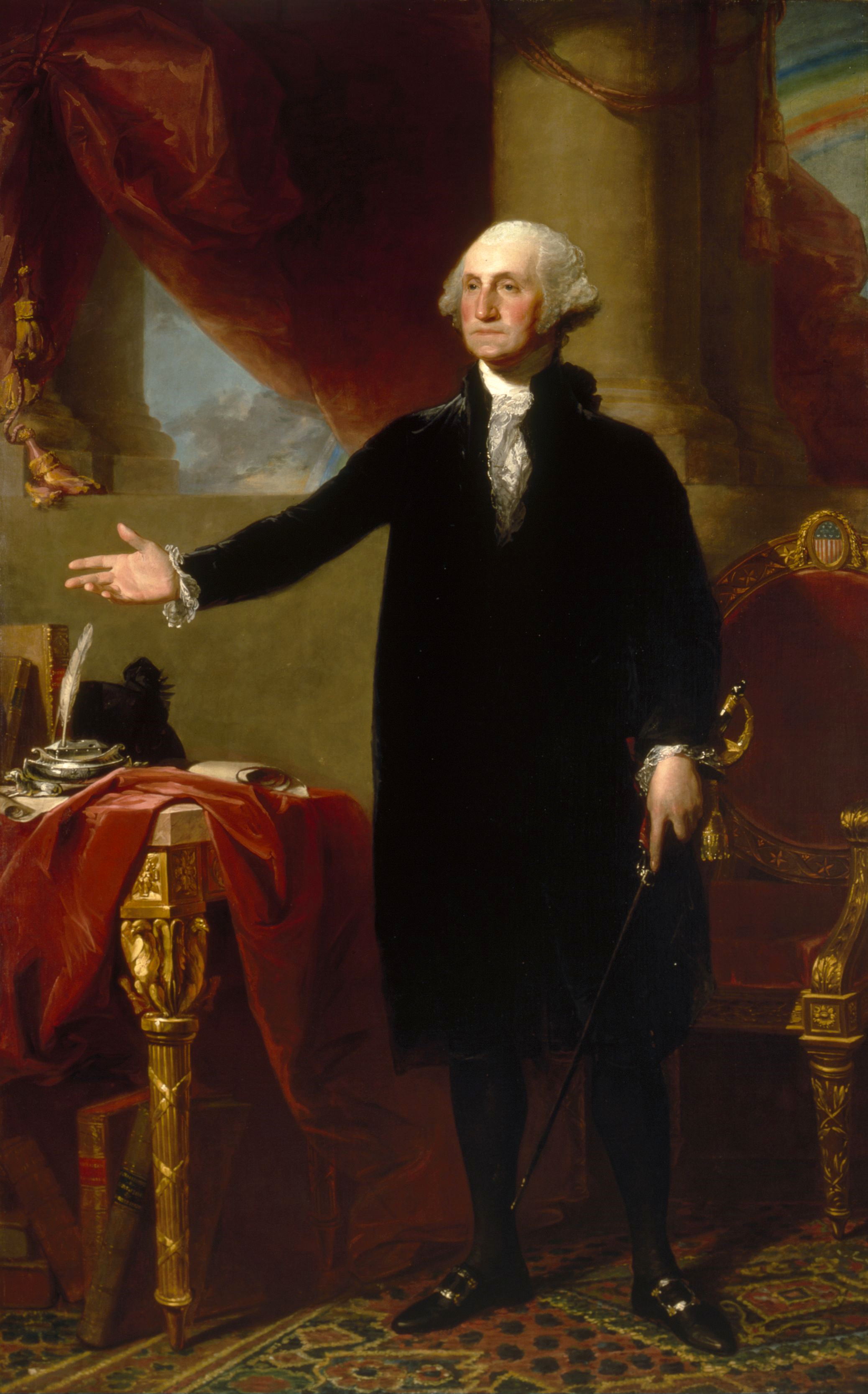
Джордж Вашингтон. Портрет работы Гилберта Стюарта, холст, масло, 1796 г.

В этой статье описана история США в период между 1789 и 1849 гг., основным содержанием которого была экспансия на запад.
После выборов 1789 г. Джордж Вашингтон стал первым президентом США. Первой заботой его администрации стало наведение порядка в сфере финансов. Выполняя программу секретаря Казначейства Александра Гамильтона, правительство реструктуризовало долги Конгресса, образовавшиеся в период Войны за независимость, выпустив новые облигации федерального займа. Затем были введены новые таможенные тарифы и налоги, в том числе на виски, что спровоцировало восстания в некоторых регионах страны. Кроме федерального Казначейства были сформированы министерства (департаменты) иностранных дел и обороны, а также назначен главный прокурор (собственно департамент юстиции был образован лишь в 1870 г.). Затем были приняты законы о создании системы федеральных судов, в том числе Верховного суда, ставшего впоследствии (в 1801-34 гг. при судье Джоне Маршалле) одним из высших органов власти.
Меры, принятые администрацией Вашингтона, позволили создать прочную государственную власть, опиравшуюся на поддержку богатых купцов и финансистов. Но в 1801 г. к власти пришла администрация президента Джефферсона, лидера партии республиканцев, которая подвергла ревизии политику правительства федералистов, и настолько ослабила прежнюю правящую партию, что федералисты вскоре превратились в партию политических маргиналов.
В 1812 г. США вновь воевали с Великобританией. Несмотря на первые поражения, американцы вновь отразили британское вторжение и окончательно разрушили союз англичан с индейцами, что позволило им активизировать экспансию на запад. В 1830-х годах федеральное правительство выселило все индейские племена с территорий к востоку от реки Миссисипи. С тех пор индейцам разрешено селиться только в западных штатах США. Дальнейшая экспансия на запад привела к расширению территории США до Тихого океана.
Присоединение Техаса спровоцировало общенациональный кризис из-за проблемы рабства, и в 1850-х годах США вступили в полосу политической нестабильности, которая разрешилась впоследствии в ходе гражданской войны.

## Эра федералистов

### Администрация Вашингтона: 1789—1797 гг.

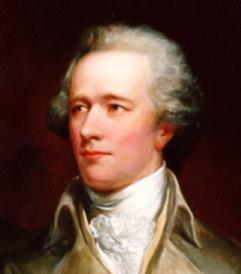
Александр Гамильтон

Джордж Вашингтон, ставший лидером нации ещё в годы Войны за независимость, был избран первым президентом США согласно новой конституции, принятой в 1789-91 гг. Согласно первой послевоенной переписи населения, в США на тот момент проживало 3,9 миллиона человек. Средняя плотность населения составляла 4,5 человека на квадратную милю, но оно было распределено очень неоднородно: большая часть населения сосредоточилась в прибрежных регионах, в то время как на присоединённых по итогам войны западных территориях белых поселенцев практически не было. Большинство населения состояло из фермеров и их семей, которые проживали в сельской местности. В США к концу XVIII в. было лишь 12 городов с населением более 5 000 человек.
Судебная власть в стране была упорядочена принятием закона 1789 г. о создании системы федеральных судов. Верховный суд того времени должен был состоять из шести судей. Кроме того были назначены три окружных суда (первоначально США были по юрисдикции разделены на три географических округа) и 13 Федеральных районных судов (по первоначальному количеству штатов). Для исполнения судебных решений была сформирована Служба маршалов США, а для надзора за законностью в каждый из 13 федеральных районов был назначен районный прокурор. Столица США была перенесена в штат Мерилэнд, на части территории которого был позже создан независимый федеральный округ Колумбия.
При поддержке президента Вашингтона секретарь Казначейства Александр Гамильтон провёл через Конгресс законопроект о финансовой программе реструктуризации долгов Конгресса, создании Центрального банка Соединённых Штатов, назначении новых налогов и таможенных тарифов. Из них налог на виски был самым непопулярным и даже вызвал восстание в Пенсильвании в 1794 г. Вначале президент Вашингтон приказал федеральным маршалам доставить бунтовщиков в районный суд. Когда несколько тысяч вооружённых людей, протестующих против нового налога, собрались близ города Питтсбург, Дж. Вашингтон созвал отряды милиции из нескольких ближайших штатов для подавления восстания. Лично возглавив соединённые силы милиции из 13 000 бойцов, президент Вашингтон направился в Пенсильванию, где мятеж немедленно прекратился без применения силы.
По окончании войны за независимость США ещё продолжали вести войну с индейцами на Северо-западных территориях, завершившуюся в 1795 г. подписанием Гринвилльского мирного договора, согласно которому индейская конфедерация признала суверенитет США и допустила белых поселенцев на свои земли. Кроме того, США вели переговоры с Испанией о спорных Юго-западных территориях, где также велись активные боевые действия с индейцами. Согласно заключённому в том же 1795 г. Мадридскому договору, Испания признала эти земли владением США и демаркировала границу между ними и испанской Флоридой по 31-й параллели. В 1798 г. там была создана территория Миссисипи.
В эпоху французской революции и наполеоновских войн США придерживались нейтралитета. Тем не менее, в 1794 г. правительство США подписало с Великобританией договор о взаимовыгодной торговле, согласно которому Великобритания отводила свои войска, сосредоточенные на канадской границе. Этот договор был подвергнут критике партией Джефферсона, но президент поддержал федералистов, выступавших за подписание договора, и Т.Джефферсон вынужден был уступить. Хотя президент Вашингтон был противником партийной системы, в целом он поддерживал федералистов, и после его смерти в 1799 г. стал героем этой партии.

### Администрация Адамса: 1797—1801 гг.

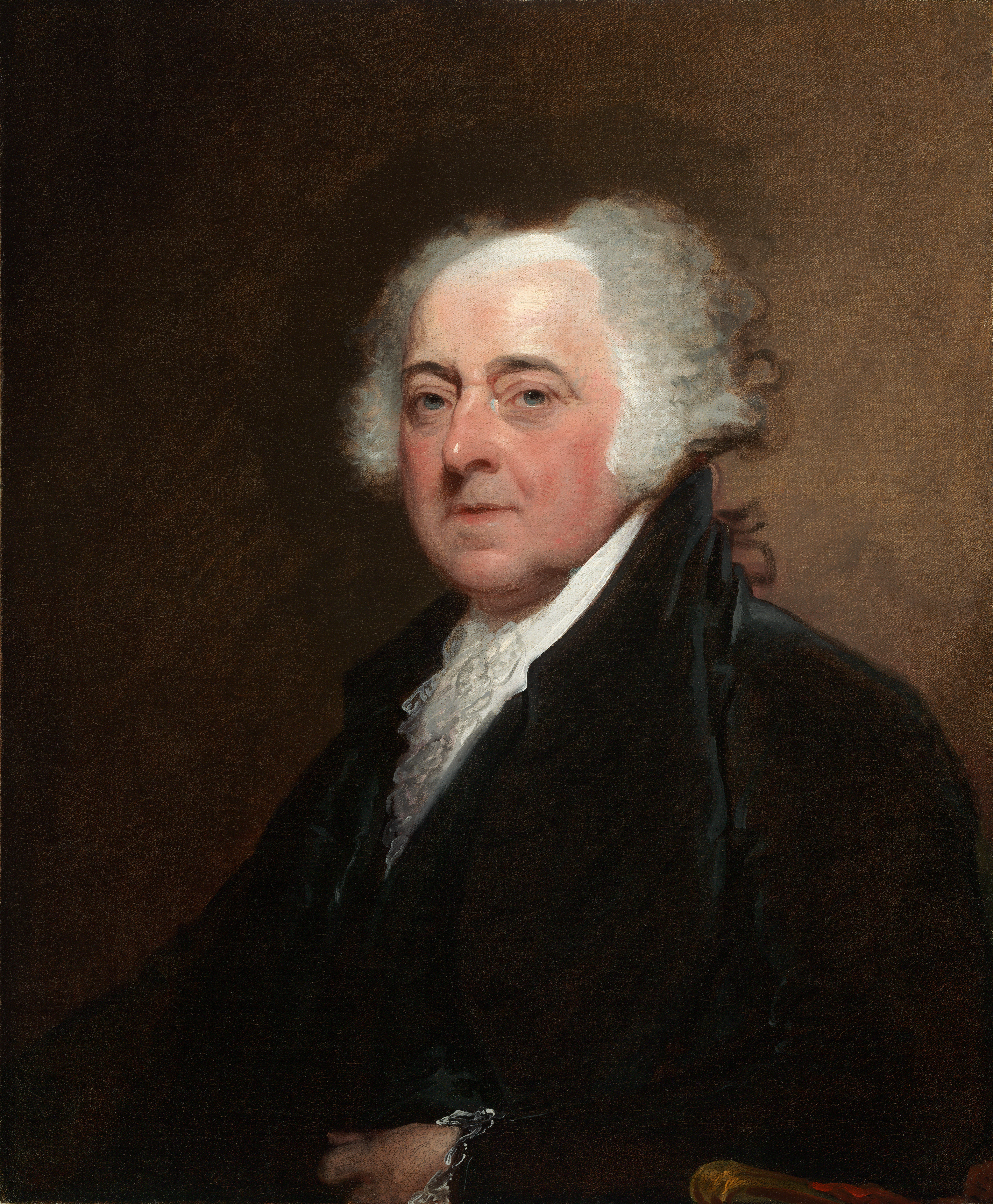
Джон Адамс

В 1797 году Джордж Вашингтон вышел в отставку. На его пост был избран вице-президент Джон Адамс, собравший лишь на несколько голосов больше, чем Томас Джефферсон.
Во внешней политике также произошли серьёзные перемены. Франция, возмущённая заключением англо-американского торгового соглашения, отправила свой флот для захвата американских торговых судов, направлявшихся в Англию. К 1797 году было захвачено около 300 американских судов, а дипломатические отношения между Францией и США были разорваны. США готовились к вступлению в войну и укрепляли свою армию и флот. В 1799 году после нескольких морских сражений необъявленной войны с Францией, президент Адамс окончательно порвал с федералистами, которые придерживались про-британской политики, и заключил с Наполеоном Конвенцию 1800 года, согласно которой США освобождались от союзнических обязательств в отношении Франции, взятых на себя во время Войны за независимость, а Франция отказалась от выплаты компенсаций за захваченные торговые корабли США.
Накануне завершения его полномочий президент Адамс назначил главным судьёй США Джона Маршалла, который занимал этот пост до 1835 года и превратил Верховный суд в один из высших органов государственной власти, выполнив, таким образом, программу федералистов по созданию сильного централизованного государства.

## Эпоха Джефферсона
К 1800 году американцы были готовы к серьёзным переменам. Во время президентств Вашингтона и Адамса федералисты построили сильный централизованный государственный аппарат, но существенно утратили связи с широкими слоями населения. В частности, чтобы оплатить государственный долг, а также реформировать армию и флот, готовившиеся к войне с Францией, в 1798 году был введён новый налог на недвижимое имущество и рабов. Сбор налогов по приказу Адамса был возложен на армию, так как были случаи бунтов на местах и насильственного освобождения из тюрем неплательщиков налогов. Республиканцы немедленно воспользовались этим, чтобы обвинить федералистов в тираническом правлении.

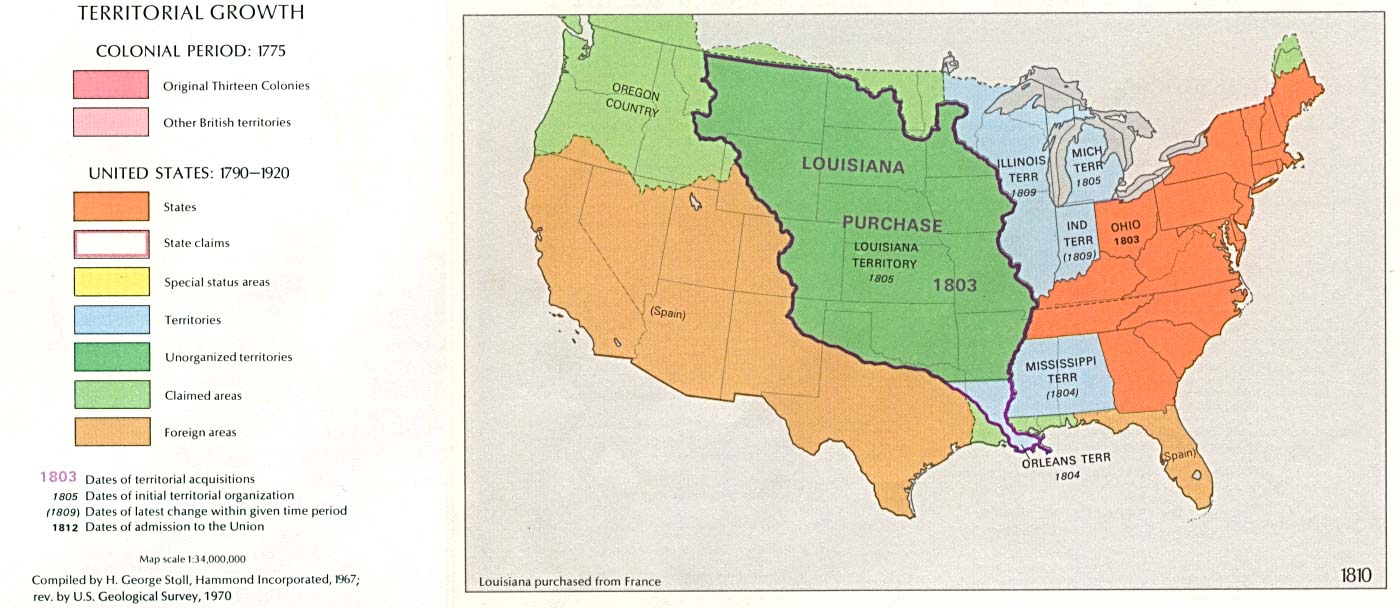
Рост территории США в 1800-10гг.

Партия республиканцев во главе с Томасом Джефферсоном всегда пользовалась поддержкой широких кругов фермеров, мелких торговцев и ремесленников. В результате Джефферсон победил на выборах 1800 года, и в своей инаугурационной речи обещал сохранить закон и порядок, но в то же время «предоставить гражданам свободу выбора способов достижения их целей в производстве и улучшении своей жизни». Администрация Джефферсона поддерживала сельское хозяйство и экспансию США на запад. В частности, территория страны была вновь увеличена примерно вдвое за счёт покупки французских владений в Луизиане. Кроме того, для исследования направлений дальнейшей экспансии к тихоокеанскому побережью была направлена экспедиция Льюиса и Кларка. Для освоения новых земель Джефферсон поощрял прирост населения за счёт иммиграции и уменьшил ценз оседлости для иммигрантов, желающих натурализоваться в США, ранее увеличенный правительством федералистов.
К концу своего второго президентского срока Джефферсон и его секретарь Казначейства Альберт Галлатин сократили государственный долг США до 56 миллионов долларов, но для этого сократили государственный аппарат, а также численность регулярной армии и флота. Тем не менее, в годы правления Джефферсона США вели войну в Африке (первую берберийскую, за которой в 1815 году последовала ещё и вторая берберийская война).

US Population Distribution
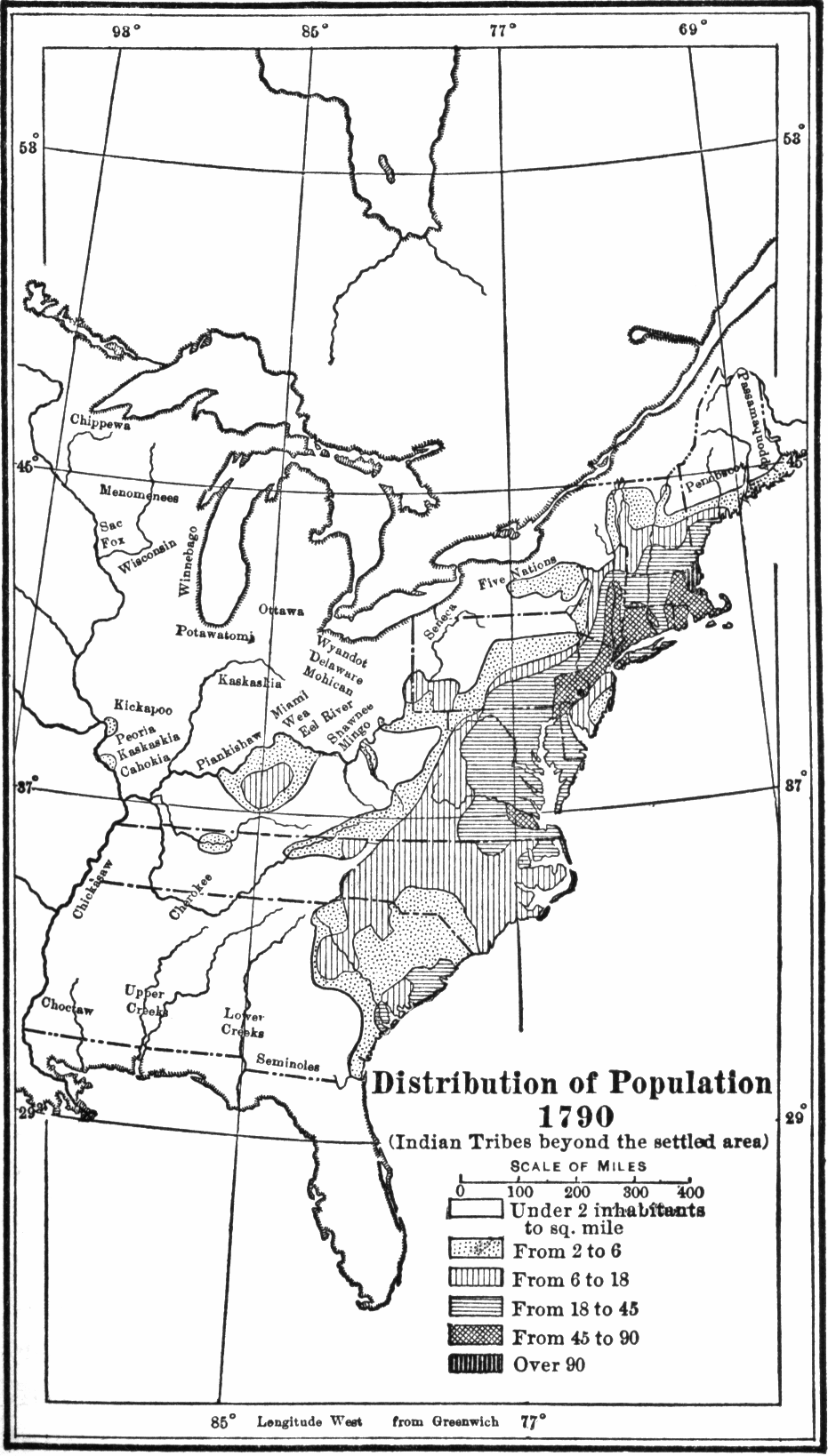
1790
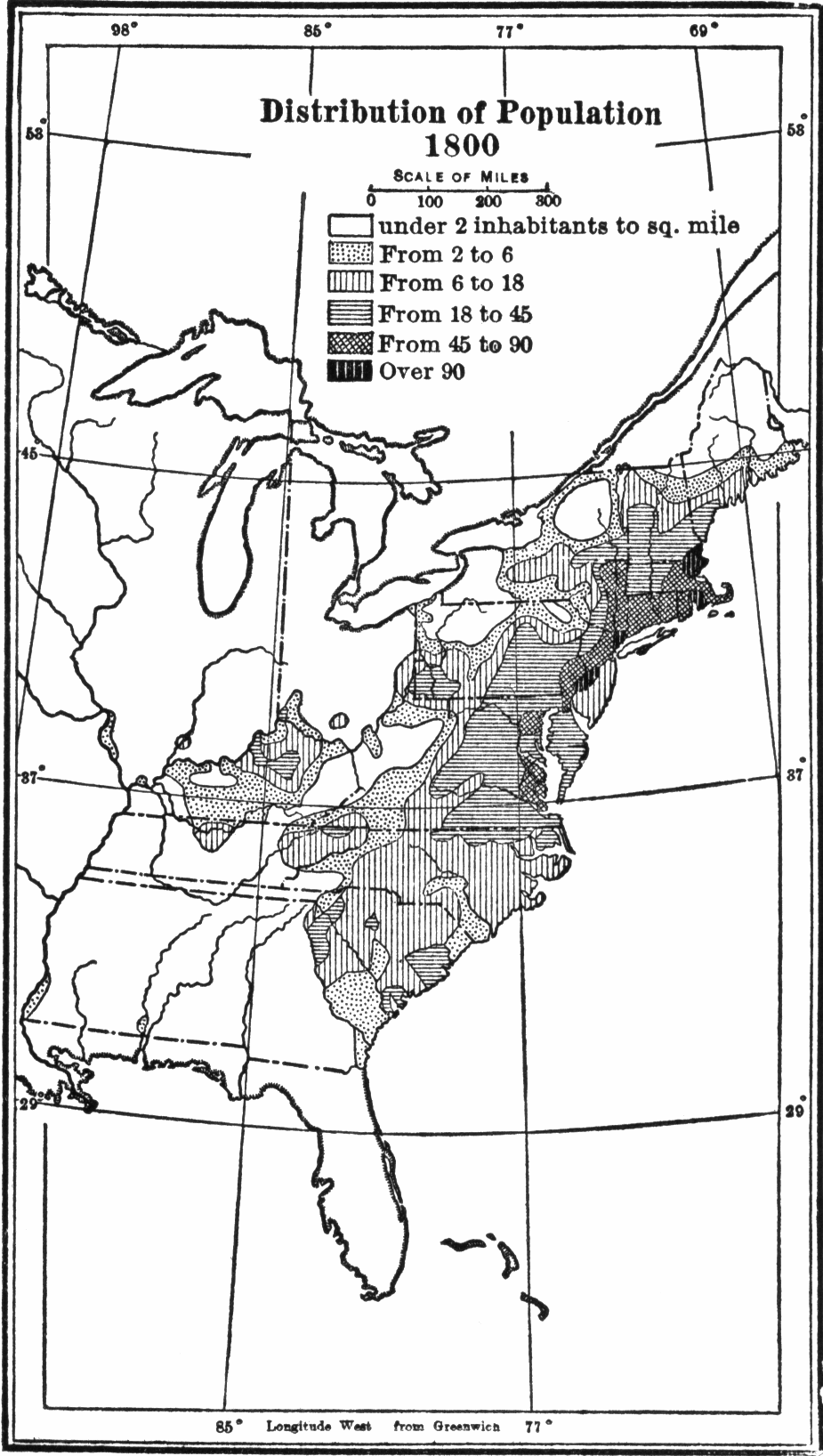
1800
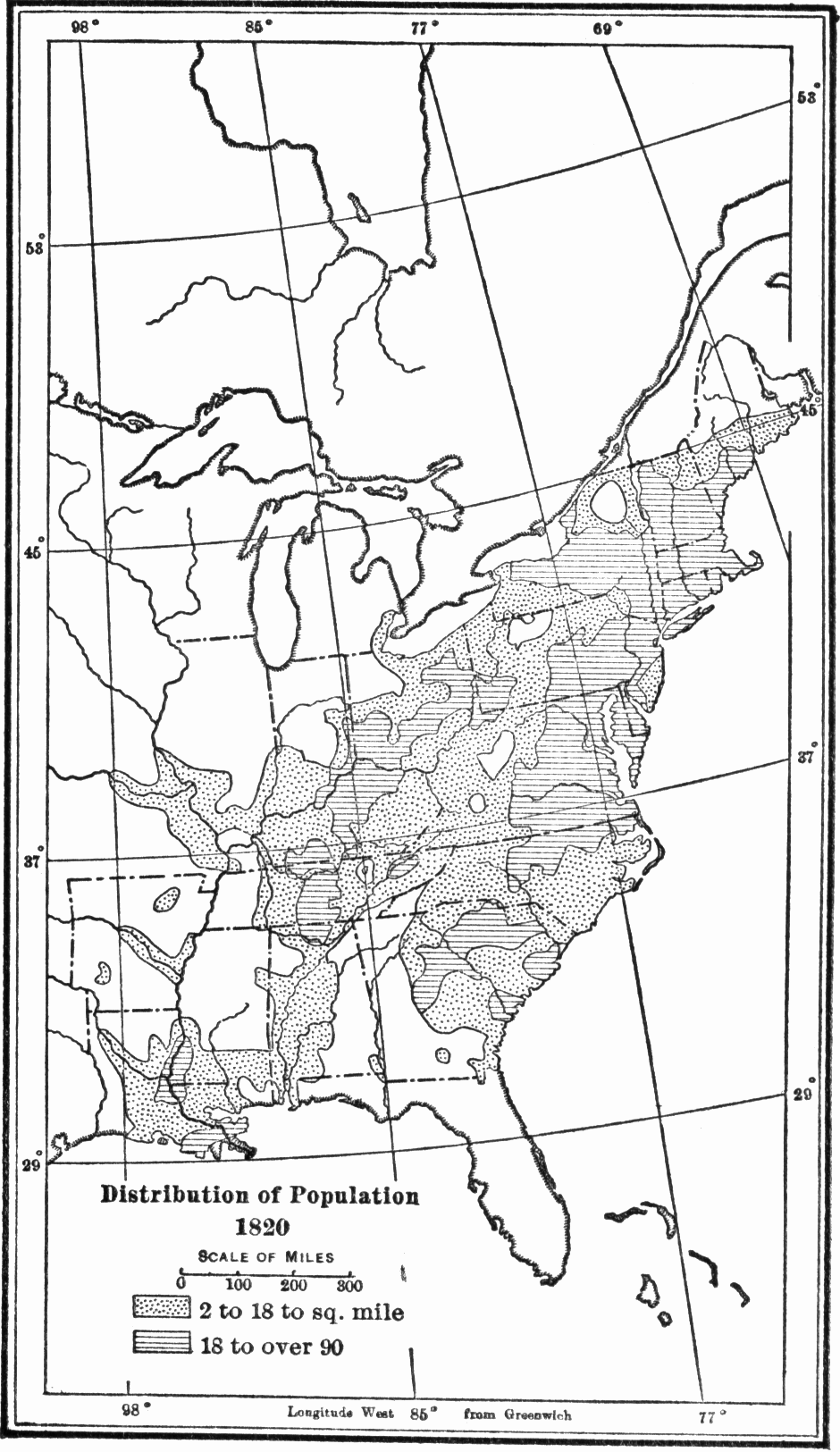
1820

## Покупка Луизианы и англо-американская война 1812 г
Покупка Луизианы в 1803 г. не только расширила потенциальные возможности для дальнейшей американской экспансии на запад, но и предоставила в полное распоряжение американских фермеров и торговцев важную транспортную артерию по реке Миссисипи.

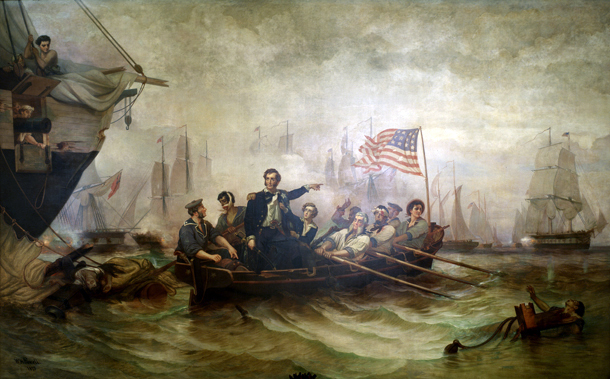
Битва на озере Эри, работа У. Г. Пауэлла, 1865 г.

Придерживаясь политики нейтралитета в наполеоновских войнах, США пытались вести торговлю со всеми воюющими сторонами, но и Франция, и Великобритания не поощряли торговлю со своими противниками. После разгрома французского флота в Трафальгарском сражении (1805 г.) британский флот блокировал американские порты, пытаясь воспрепятствовать франко-американским торговым связям. Чтобы оказать давление на Великобританию, администрация Джефферсона объявила эмбарго на экспорт из США, но от этого пострадали прежде всего американские производители. В 1808 г. к власти пришёл президент Мэдисон, который отменил эмбарго.

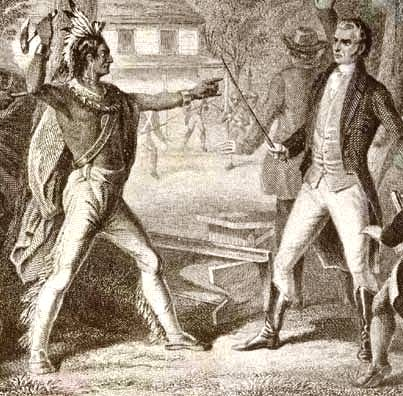
Текумсе и губернатор Гаррисон. Гибель вождя индейцев в битве с американцами положила конец надеждам англичан на создание независимого индейского государства на территории США

Однако британский флот не только продолжал блокаду, но и принуждал матросов с перехваченных американских судов к службе в королевском флоте. Кроме того, Великобритания заключила союз с индейскими племенами и поддерживала их сопротивление американской экспансии на индейские территории. Тогда в 1812 г. Конгресс, который контролировали республиканцы из южных штатов, объявил Англии войну. Северяне-федералисты пытались этому воспрепятствовать, но их влияние было уже слишком слабым. После тяжёлых боёв, продолжавшихся до 1815 г., был заключён мир, в результате которого воюющие стороны остались в прежних границах, но Великобритания отказывалась от союза с индейцами, которые оказались наиболее пострадавшей стороной конфликта. Из войны США вышли с уверенностью в своих силах, в частности, благодаря впечатляющей победе в решающей битве с англичанами под Новым Орлеаном. Для партии федералистов это был конец, в то время как для генералов Джексона и Гаррисона — начало политической карьеры, так же как и для гражданских политических лидеров Джеймса Монро, Джона Куинси Адамса и Генри Клея.

## Эра доброго согласия и рост национализма
После войны 1812-15 гг. её герои пользовались необыкновенной популярностью, в частности, отражённой поэтом Фрэнсисом Скоттом Ки в словах государственного гимна США «Знамя, усыпанное звездами». Другими важными событиями послевоенного периода были укрепление позиций федерального правительства в результате деятельности Верховного суда под руководством Джона Маршалла и дальнейшее расширение границ в результате заключения договора Адамса — Ониса.

### Секционализм
Несмотря на общий рост национализма, одним из его последствий в США стало нарастание местного патриотизма, который в англоязычной литературе принято называть секционализм. В отличие от сепаратизма, секционализм непосредственно не приводил к стремлению разрушить единство нации. Тем не менее, штаты Новой Англии, выступавшие против войны 1812-15 гг., вместе с упадком партии федералистов переживали период ослабления своего традиционного влияния на политическую жизнь страны в целом и стремились к развитию местной промышленности и банков. С иммиграцией в США из Англии Сэмюэла Слейтера и появления ткацких станков в Новой Англии в 1790-х годах началась промышленная революция. На Юге также появились машины для очистки хлопка, изобретенные Эли Уитни. Производство хлопка превратилось в одну из важнейших статей американского экспорта и предмет патриотической гордости южан. На Западе господствовал дух фронтира, выражавшийся, в частности, в легендах о Дэви Крокетте и в сочинениях Фенимора Купера. После гибели Текумсе, последнего индейского вождя, способного объединить племена против белых, они больше не могли оказывать эффективного сопротивления американской экспансии.

### Однопартийная система
Президентство Джеймса Монро (1817—1825 гг.) называют также «Эрой доброго согласия» из-за окончания межпартийных склок в связи с уходом партии федералистов с политической арены. На некоторое время в США установилась однопартийная система, так как республиканцы полностью господствовали как в федеральных, так и в местных органах власти. В то же время ещё не начали обостряться скрытые противоречия между регионами страны, которые со временем привели к распаду демократическо-республиканскую партию.
Сам Монро оставил за собой место в истории, прежде всего благодаря доктрине Монро, представленной им в послании Конгрессу 2 декабря 1823 г. В ней президент провозгласил Американские континенты свободными от дальнейших попыток колонизации со стороны европейских государств. США обещали сохранять нейтралитет в европейских войнах, если Европа воздержится от вмешательства в дела суверенных стран Америки. В то же время Монро считал агрессию против любой из американских стран агрессией против США.

## Возвращение к многопартийности
Период господства однопартийной системы в США не мог продолжаться долго. В силу сложившихся политических традиций, каждый штат по-прежнему имел собственную политическую систему и политическую жизнь. В результате в ходе выборов 1824 г. страна раскололась, ни один из кандидатов отдельных регионов не смог одержать убедительной победы и собрать большинства в Коллегии выборщиков. Новая Англия и Нью-Йорк выдвинули кандидатуру Джона Куинси Адамса, Виргиния, Джорджия и Делавэр — Кроуфорда, остальные южные штаты и присоединившиеся к ним Иллинойс и Индиана — Джексона, остальные западные штаты — Клея. Согласно конституции, окончательный выбор между кандидатами в первый и последний раз в истории США сделал Конгресс. Его палата представителей поддержала кандидатуру Адамса, который сумел договориться с Клеем и сделал его госсекретарём (министром иностранных дел) своей администрации.
Раскол на выборах вернул США к многопартийной системе. Сторонники Адамса именовали себя Национальной республиканской партией, позже трансформировавшись в партию вигов. Адамс не был популярным президентом. Ему ставили в вину провал «Американской системы», экономического плана по строительству общенациональной сети дорог и каналов. Как холодный интеллектуал, Адамс не обладал харизмой и для своего поста лидера нации имел слишком мало друзей.
Генерал Джексон, на выборах набравший больше голосов, чем Адамс, напротив был чрезвычайно популярен как герой англо-американской войны 1812-15 гг. Его сторонники в правящей демократическо-республиканской партии сформировали фракцию, а позже и отдельную демократическую партию, существующую в США до сих пор.

## Эндрю Джексон

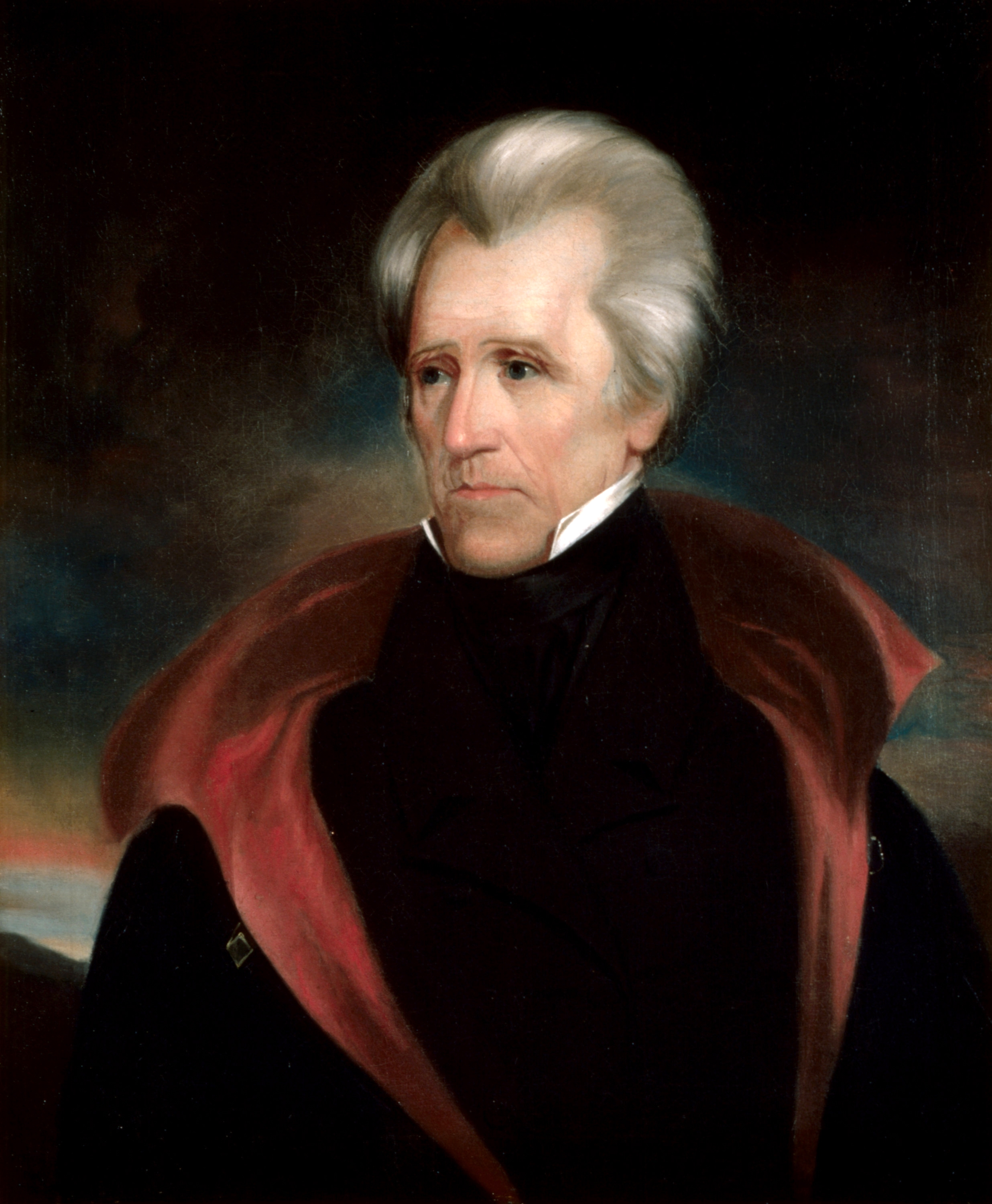
Президент Джексон

После победы на выборах 1828 г. Джексон пришёл к власти. Его восьмилетнее правление называют «джексоновской демократией». Оно привело к крупным социальным, политическим и экономическим переменам во всей стране.

### Джексоновская демократия
Джексон пользовался особенно широкой поддержкой у западных фермеров, а также у рабочих, ремесленников и мелких торговцев восточных штатов, пытавшихся использовать своё право голоса, чтобы защититься от наступления крупного капитала, влияние которого быстро нарастало из-за промышленной революции. Кроме того, к выборам 1828 г. избирательные права были расширены. Ограничения, существовавшие ранее в штатах Массачусетс, Коннектикут, Мэриленд, Нью-Йорк, Нью-Джерси и Южная Каролина (имущественный ценз), были отменены. Теннесси расширил избирательные права на большинство налогоплательщиков, а в Вермонте и штатах, созданных после 1815 г. с момента их входа в состав США избирательным правом обладали все или почти все белые мужчины, платившие налоги. Некоторые ограничения существовали иногда лишь для тех, кто платил налогов менее установленного на низком уровне минимума.

### Дорога слёз
В 1830 г. Конгресс принял Закон о переселении индейцев, которым президент был уполномочен заключить с племенами индейцев договоры о их переселении с территорий восточных штатов за реку Миссисипи. Всего таких договоров было заключено 94. Для расселения прибывающих индейцев в 1834 г. территория современного штата Оклахома была выделена в специальную резервацию, где белым селиться запрещалось.
Среди договоров о переселении в 1835 г. был заключён договор с племенем чероки, расселенным в штатах Северная Каролина и Джорджия согласно предыдущему договору 1791 г. В обмен за эти земли индейские вожди получили деньги. Индейское население и избранное им правительство опротестовало договор, но индейцы были силой согнаны со своих земель и в 1838 г. были вынуждены отправиться в далёкое путешествие. В пути многие из них умерли от болезней и лишений. В память об этих событиях путь индейцев называют Дорога слёз.

### Кризис нулификации
Ещё одной характерной чертой президентства Джексона стал рост сепаратистских настроений в отдельных штатах. В частности, Южная Каролина опротестовала федеральную политику в области таможенных тарифов. Власти штата объявили, что ряд федеральных законов противоречит конституции и в пределах данного штата объявляются «нулифицированными», то есть недействительными. Сепаратистов поддержал вице-президент Джон Кэлхун. В ответ президент Джексон в 1832 г. отправил в столицу Южной Каролины, Чарльстон, эскадру из нескольких военных кораблей и объявил, что штат стоит «на пороге государственной измены». Апеллируя к гражданам Южной Каролины, Джексон призвал их оставаться в составе США, а на выборы, состоявшиеся в том же году, выставил свою кандидатуру уже с другим вице-президентом. Компромисс между тарифной политикой штата и федерального правительства был достигнут при посредничестве сенатора Клея в Конгрессе. Другие южные штаты в тот период поддержали президента, но позже дальнейший рост сепаратизма привёл США к гражданской войне.

### Банки

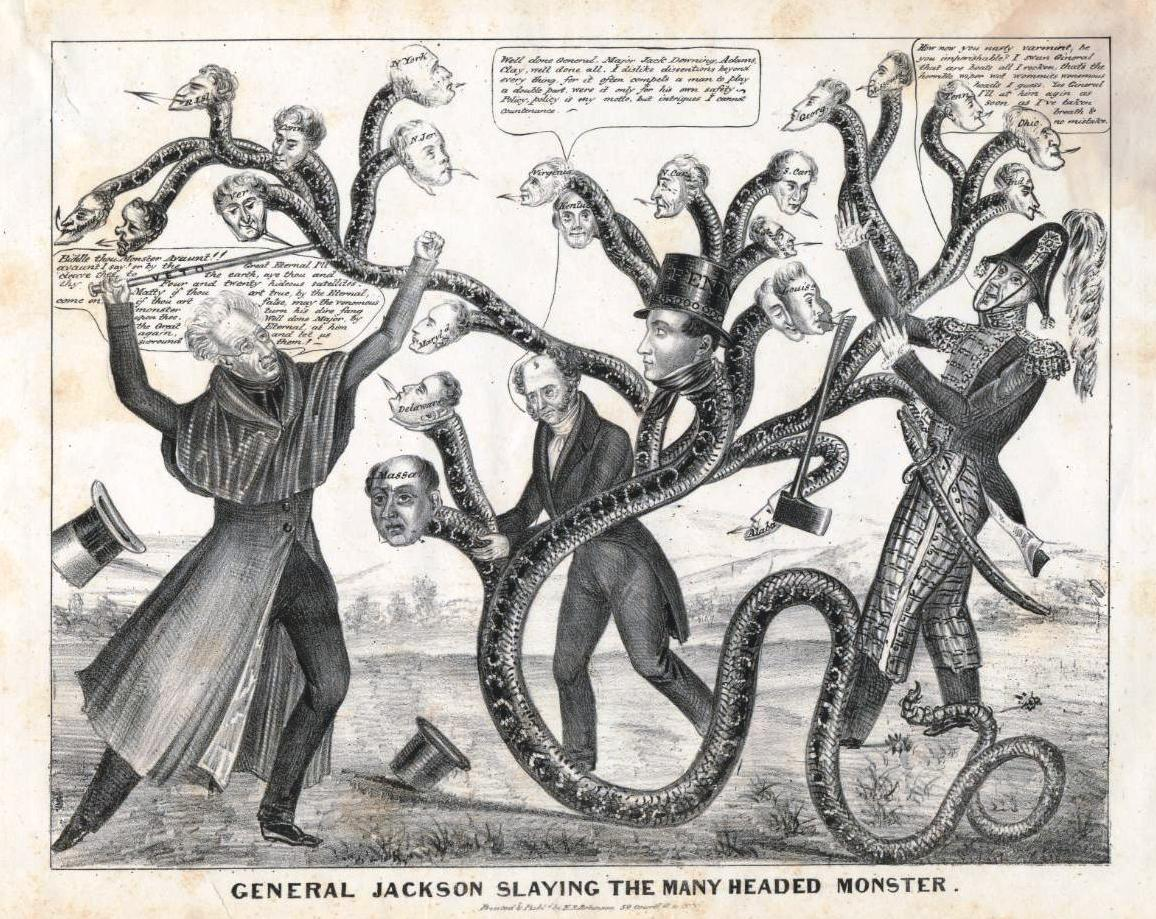
Джексон ведёт битву с монстром, под которым подразумевается Центральный банк Соединённых Штатов

Ещё одной серьёзной проблемой администрации Джексона стал отзыв лицензии Центрального банка Соединённых Штатов. Его деятельность резко критиковали малоимущие слои населения, особенно в западных штатах, обвиняя в монополизме в сфере кредитования и предоставлении преимуществ наиболее богатым людям. Борьба за равные возможности независимо от размеров личного состояния была одним из предвыборных обещаний Джексона.
В 1833 г. Джексон объявил, что правительственные финансы впредь не будут размещаться в Банке США, а те депозиты, которые уже находятся в этом банке, будут вскоре исчерпаны за счёт покрытия текущих расходов исполнительной власти. Все доходы государственного бюджета планировалось размещать в наиболее надёжных банках отдельных штатов. Такая система удешевила кредит и способствовала освоению новых западных территорий. В то же время, банковская система стала менее стабильной и впоследствии оказалась чувствительной к периодической панике среди населения, поэтому накануне гражданской войны в США снова появился центральный банк.
Накануне отставки Джексон назначил своим преемником Мартина Ван Бюрена, который с лёгкостью выиграл выборы 1836 г. Но уже через несколько месяцев США охватила паника в связи с экономическими трудностями, возникшими на почве финансовых спекуляций. Банковская система рухнула, что привело к массовому закрытию предприятий и безработице среди населения. Хотя условия для кризиса заложила политика Джексона, общественное мнение во всем обвиняло администрацию Ван Бюрена, и в 1840 г. он проиграл выборы кандидату от партии вигов Уильяму Гаррисону. К несчастью, президентство Гаррисона продолжалось только месяц, после чего он умер от пневмонии, и его полномочия перешли к вице-президенту Джону Тайлеру. Не будучи избранным в ходе выборов, Тайлер не был популярен, и виги даже исключили нового президента из своей партии.

## Эпоха реформ
Кроме масштабных социальных, политических и экономических перемен, происходивших в США на фоне колоссального расширения территории в ходе экспансии на запад, страна в первой половине XIX в. переживала также серьёзные перемены в сфере общественного сознания. Вслед за Первым Великим пробуждением XVIII в. в это время началось движение за Второе Великое пробуждение, в ходе которого традиционные социальные и религиозные ценности существенно изменились. Появились новые социальные стандарты, в том числе религиозные, что привело к расхождению во взглядах между глубоко религиозным американским и все более анти-клерикальным европейским общественным сознанием.

### Второе Великое пробуждение
Вторым Великим пробуждением называют протестантское религиозное движение, охватившее в 1800—1840-х годах всю страну и каждый её регион. В основе его лежали традиционные арминианские представления о спасении души через свободное волеизъявление. Миллионы людей вновь вступили в церковные общины, нередко новых протестантских конфессий, особенно часто — методистов. Одновременно усилились и реформаторские настроения, целью которых представлялось искоренение общественных пороков накануне второго пришествия Христа.

### Утописты и сектанты
Кроме протестантов были и другие группы религиозных и социальных реформаторов, многие из которых также верили в доктрину хилиазма и ожидали скорого пришествия Христа. Они основывали в западных штатах новые общины, одну из которых впоследствии приобрёл шотландский промышленник Роберт Оуэн, известный утопист. Ещё одним известным утопистом этой эпохи считается Шарль Фурье. Их социальные эксперименты вскоре провалились, но аналогичная попытка Анны Ли, основательницы секты шейкеров, была относительно успешной. Её последователи жили коммунами наподобие монашеских, отрицали секс, вербовали новых сторонников среди беспризорных детей и новообращённых и занимались различными ремеслами, в частности изготовлением предметов меблировки на продажу. Многочисленные деревни шейкеров были разбросаны на территории Новой Англии и встречались ещё в начале XX в..
Члены секты перфекционистов напротив, придерживались учения о том, что второе пришествие Христа уже состоялось в 70 г. новой эры, и теперь люди при желании вполне могут вести совершенный образ жизни в этом мире, а не в ином. Секта распалась ещё в XIX в., но на базе одной из её коммун позже выросла большая корпорация по производству кухонной утвари и столового серебра Онейда, существующая до настоящего времени
Наиболее известной сектой, появившейся в Америке в XIX в. считаются мормоны, конфессия, основанная Джозефом Смитом и порвавшая со всеми прочими христианскими конфессиями из-за своих очень необычных для христиан нравов и обычаев. Вскоре после своего создания секта вынуждена была бежать из США на запад, где обосновалась в регионе Большого Солёного озера, в то время ещё расположенного на территории Мексики. Когда эта территория в 1848 г. перешла под контроль США, мормоны, в связи с тем, что их учение допускало полигамию, запрещённую законами США, были вынуждены ввести моногамию, но их секта существует до сих пор и последователи учения Джозефа Смита по-прежнему исчисляются миллионами человек.
Менее известное учение сестёр Фокс, называемое спиритуализм, также разделялось в XIX—XX вв. миллионами людей и оставило заметный след в западной духовной культуре, как американской, так и европейской. Введённая ими практика медиумов, утверждавших, что через их посредство можно общаться с духами умерших людей, впоследствии распространилась на спиритизм и другие эзотерические учения. Одной из последовательниц спиритуализма была супруга Авраама Линкольна Мэри Тодд Линкольн.
Среди других групп, обративших пристальное внимание на духовное возрождение, следует также упомянуть последователей учения американского философа Ральфа Эмерсона, которое получило название трансцендентализм. Среди видных сторонников трансцендентализма был американский писатель Генри Торо, а среди противников — Натаниел Готорн и Эдгар По. Проповедников различных учений в эти годы в Америке было столько, что в штате Нью-Йорк представителей традиционных конфессий практически не осталось, и его называли «выжженным районом».

### Распространение школ
Образование в США в течение длительного времени оставалось частным делом местных властей, и образование в отдельных регионах было существенно различным. В Новой Англии были распространены муниципальные школы, хотя они нередко разделялись по классовому признаку, и школы для детей рабочих содержали значительно хуже, чем для имущих классов. От учителей ожидалось безупречно нравственное поведение, но то, чему они учили, определяли местные власти. Преимущественно это были религиозные нормы, и следуя философии кальвинизма, учителя требовали от учеников дисциплины, подвергая их публичным унижениям и телесным наказаниям. На Юге публичных школ было мало, и преобладало домашнее образование. Лишь богатые плантаторы могли нанимать учителей для своих детей.
Реформа начального и среднего образования началась в Массачусетсе, где Гораций Манн предложил унифицировать порядок обучения и финансирования школ, введя одновременно единые образовательные стандарты в пределах штата. Большинство детей обучалось читать и писать по «Синему словарю» Уэбстера. Хотя в дальнейшем многие штаты последовали примеру Массачусетса, Новая Англия ещё долго лидировала в деле организации массового образования. Благодаря иммигрантам из Германии, в США появились также детские сады и гимназии. Северяне спонсировали также содержание лицеев.

### Движение за реформы психиатрии
В Массачусетсе началось также движение за реформу условий содержания душевнобольных. У её истоков стояла Доротея Линда Дикс. Её доклад законодательному собранию штата способствовал принятию плана Киркбрайда по строительству психиатрических клиник.

### Положение женщин
Первые попытки добиться для женщин права высказываться на политические темы связывают с Эбигейл Адамс, супругой президента Джона Адамса и первой леди США в конце XVIII в. Согласно её концепции «республиканского материнства», женщины Америки должны были воспитывать своих детей в духе республиканских и патриотических идей, выполняя, тем самым, свой гражданский долг в сфере идеологии и образования.
В 1830-40х годах дух реформ был воспринят женщинами как призвание к высоким нравственным идеалам, к любви между супругами, благочестию, чистоте, заботам о доме и семье, добровольному подчинению мужчинам. Эти принципы в Новой Англии и Нью-Йорке получили название культ истинной женственности или культ домашней жизни, в соответствии с которым женщины устраивали домашний очаг как убежище в бессердечном мире. На Юге для женщин отводили более активную роль в обществе. Женщины должны были готовить дом к приёму гостей, которых следует угощать и развлекать. Обе доктрины разделяли жизнь на две сферы, домашнюю и публичную, заботы о первой возлагались на женщин, а о последней — на мужчин. Поэтому республиканская идеология со временем отошла на второй план, а религиозное благочестие в женском обществе играло главную роль.

### Движение за отмену рабства

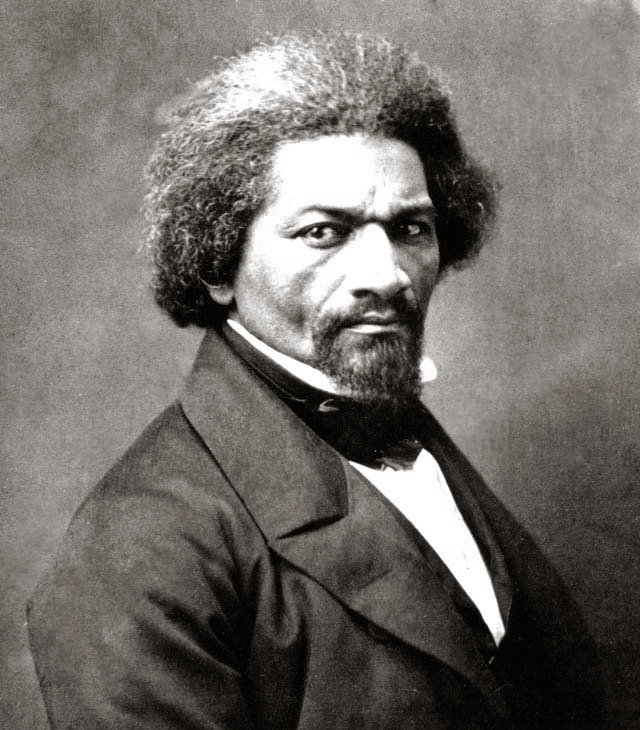
Фредерик Дуглас

К XIX в. многие политические лидеры, среди которых наиболее известны сенатор Генри Клей и президент Монро, считали рабство нежелательным явлением в социальной жизни и рассчитывали, что со временем оно будет отменено, а рабы возвращены в Африку. Так, Американское колонизационное общество пыталось организовать из освобождённых рабов колонию на африканском побережье, на основе которой позже возникло государство Либерия. Её столица, город Монровия, получил своё название в честь президента США Джеймса Монро. Но после 1840 г. сторонники отмены рабства отказались от идеи репатриации рабов в Африку.
Движение аболиционистов среди белых протестантов базировалось на евангелических принципах Второго Великого пробуждения. Среди них евангелист Теодор Уелд призывал к немедленной эмансипации всех рабов. Уильям Гаррисон основал специальную газету «Либерейтор» (Освободитель) и «Американское общество против рабства». Поскольку Гаррисон выступал также за социальные права женщин, общество вскоре раскололось, и группа, возглавляемая Льюисом Таппаном и отказавшаяся от борьбы за женскую эмансипацию, основала особое «Общество против рабства в Америке и за границей».
В то же время в обществе отношение к рабству и аболиционистам не было единодушным. Аболиционистов часто подвергали преследованиям, Гаррисона в Бостоне едва не линчевали, а журналист Элия Лавджой за выступления против рабства в штате Иллинойс был убит. В Конгрессе было принято специальное правило, запрещавшее обсуждать вопросы, касающиеся рабства, во избежание столкновений между конгрессменами. Большинство белых американцев считало чернокожих низшей расой и относилось к аболиционистам негативно. Афроамериканцы были ограничены в правах даже в тех штатах, где рабство уже было под запретом, и могли конкурировать за низкооплачиваемую работу лишь с ирландцами, которые в англосаксонском обществе также преимущественно рассматривались как парии. На Юге плантаторы считали рабство необходимым для их экономики, и что освобождённые рабы могли африканизировать общество в южных штатах, так же как это произошло на Гаити.
Как свободнорожденные афроамериканцы, так и бывшие рабы также входили в число аболиционистов. Наиболее влиятельным из них был Фредерик Дуглас, беглый раб, чьи зажигательные речи привлекали множество как сторонников, так и противников. Будучи грамотным и одарённым журналистом, Дуглас издавал собственную газету «Северная звезда» и написал три автобиографические книги, ставшие бестселлерами. Другой афроамериканский писатель Дэвид Уокер, автор «Воззвания к цветным гражданам мира», прямо призывал рабов к восстанию против тирании белых. До гражданской войны в США действовала Подпольная железная дорога, организация, помогавшая рабам бежать в штаты, где рабство было запрещено. Одной из видных представительниц этой организации была Гарриет Табмен, с риском для жизни пробиравшаяся в рабовладельческие штаты, чтобы вывозить оттуда беглых рабов. В движении аболиционистов участвовали и многие другие женщины: сестры Гримке, Элизабет Стентон, Лукреция Мотт, Соджорнер Трут, которые, как и Гаррисон, объединяли вопросы женской и рабской эмансипации. Большинство феминисток происходили из общин конгрегационалистов и квакеров американского Северо-Востока и усматривали основы для своих взглядов в христианском вероучении.

### Антиалкогольное движение
В 1850-х годах в США началось движение за запрещение алкогольных напитков. Американцы часто пьянствовали, сопрягая употребление алкоголя с дебошами, преступлениями, отказом от работы, что наносило ущерб как их здоровью, так и экономике. Американское общество трезвости и другие подобные организации вели пропаганду против потребления алкоголя. В штате Мэн в 1851 г. пытались ввести сухой закон, но вскоре он был отменён. Во время гражданской войны антиалкогольное движение прекратилось, но в 1870-х годах возобновилось.

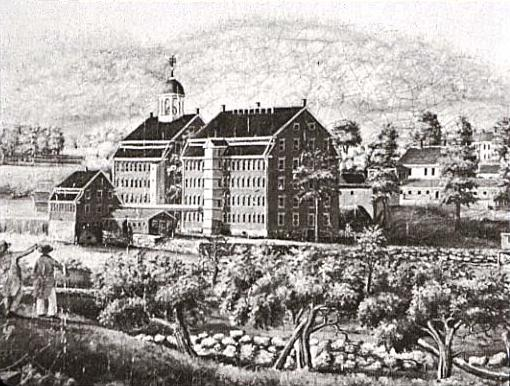
Текстильная фабрика в Бостоне, созданная в 1813 г.

## Экономический рост
В первой половине XIX в. в США происходит индустриализация, и из страны аграрной Америка превращается в индустриальную державу. Прежде всего развивался транспорт, и затем железные дороги использовались для развития промышленности, доставки сырья на предприятия и вывоза готовой продукции. Кроме того была произведена стандартизация деталей и компонентов продукции, с тем чтобы они были взаимозаменяемы. Поощряя развитие национальной индустрии, правительство защищало её выгодными таможенными тарифами от конкуренции со стороны импортируемых товаров.

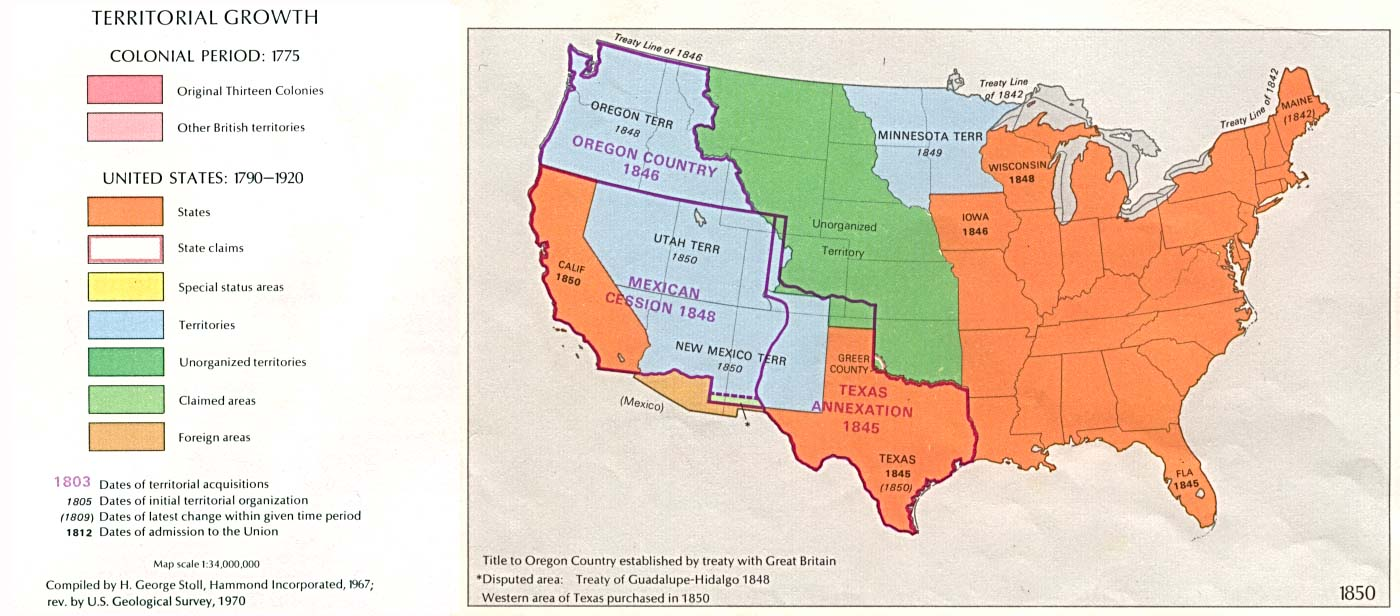
Рост территории США в 1840—1850 гг.

Американская экспансия на запад. Анимация.

## Экспансия на запад
После англо-американской войны 1812-15 гг. индейцы лишились поддержки Великобритании и не могли оказывать американской экспансии существенного сопротивления. В 1830-х годах решениями Конгресса и администрации президента Джексона множество индейцев было выселено за реку Миссисипи. Хотя Верховный суд опротестовал эти решения как неконституционные, Джексон его проигнорировал. Ему даже приписывают ироническое высказывание: «Ну, что же, раз вы все доказали — действуйте».
Вслед за американской армией на запад двигались колонисты. Одним из самых известных является Даниэль Бун, первый поселенец в Кентукки. Пионерами на новых территориях были обычно охотники и торговцы пушниной, предоставлявшие информацию о землях, на которых они промышляли.
К 1840 м годам в США была популярна концепция явного предначертания, согласно которой сама судьба предоставила белым весь материк. К этому времени США получили полный контроль над Орегоном и присоединили Техас.
Техас отделился от Мексики в результате техасской революции. Мексика пыталась силой подавить революцию, но в 1846 г. США объявили ей войну, и армия американского генерала Тейлора разгромила войска президента Санта-Анны. В следующем 1847 г. армия генерала Скотта заняла столицу Мексики, президент бежал, а временное правительство заключило с американцами мир, уступив США почти половину территории своего государства. Согласно мирному договору в обмен на территории Мексика получила 15 миллионов долларов, чтобы расплатиться с внешними долгами, из-за которых лишилась поддержки европейских стран, оставивших её на произвол судьбы и американских войск.
В 1848 г. генерал Тейлор выставил свою кандидатуру на президентских выборах и вновь одержал внушительную победу. Техас и Флорида были допущены в состав США как рабовладельческие штаты, в то время как в Калифорнии рабство было запрещено. Сразу по окончалии войны в Калифорнии было найдено золото, и в США наступила эпоха золотой лихорадки, ускорившая строительство первой трансконтинентальной железной дороги, оконченное в 1869 г.